# Pedro Calderón de la Barca
Pedro Calderón de la Barca y Barreda González de Henao Ruiz de Blasco y Riaño, også kendt som Pedro Calderón de la Barca (født 17. januar 1600, død 25. maj 1681) var en spansk digter, dramatiker og forfatter fra den spanske guldalder. I visse perioder af sit liv var han også henholdsvis soldat og katolsk præst. Han videreudviklede det spanske guldalderteater, som var grundlagt af Lope de Vega, og Calderóns dramatik regnes som kulminationen af barokteateret i landet. Han regnes i det hele taget blandt Spaniens mest betydende dramatikere og har en markant plads i verdenslitteraturen.